# Henri Skoda
Henri Skoda (* 1945)  ist ein französischer Mathematiker, der sich mit Analysis in mehreren komplexen Variablen befasst.
Skoda studierte ab 1964 an der École normale supérieure, erhielt 1967 die Agrégation in Mathematik und wurde 1972 bei André Martineau promoviert. Er wurde 1973 Professor in Toulon und ist seit 1976 Professor an der Universität Paris VI.
Er hatte lange Zeit ein Analysis-Seminar mit Pierre Lelong und Pierre Dolbeault.
Skoda erhielt 1978 den Poncelet-Preis. war er Gastredner auf dem Internationalen Mathematikerkongress in Helsinki (Integral methods and zeros of holomorphic functions).
Zu seinen Doktoranden gehört Jean-Pierre Demailly.

## Schriften
- Homepage
- Skoda, Rede auf seiner Konferenz zum 60. Geburtstag 2005, pdf